# Mali Belaćevac
Bardh i Vogël en albanais et Mali Belaćevac en serbe latin (en serbe cyrillique : Мали Белаћевац) est une localité du Kosovo située dans la commune/municipalité de Fushë Kosovë/Kosovo Polje, district de Pristina (Kosovo) ou district de Kosovo (Serbie). Selon le recensement kosovar de 2011, elle compte 494 habitants, tous albanais.

## Démographie

### Évolution historique de la population dans la localité
| 1948 | 1953 | 1961 | 1971 | 1981 | 1991 | 2011 |
| ---- | ---- | ---- | ---- | ---- | ---- | ---- |
| 208  | 241  | 258  | 353  | 498  | 545  | 494  |

|  |